# Chroniken von Ayutthaya
Die Königlichen Chroniken von Ayutthaya (Thai: พระราชพงศาวดารกรุงศรีอยุธยา, phraratcha phongsawadan krung sri ayutthaya) stellen die Aufzeichnungen der historischen Ereignisse im Königreich Ayutthaya dar.
Wenn sich auch die Berichte fremder Reisender aus Persien, China, Japan und Europa in Siam oft als wertvolle Quelle für Historiker und andere Forscher gezeigt haben, so bleibt doch die königliche Chronik von Ayutthaya die wichtigste Quelle für die Geschichtsschreibung des Königreiches. Man weiß nicht genau, wann sie tatsächlich aufgeschrieben worden sind; wir können aber davon ausgehen, dass die siamesischen Herrscher für eine stete Aufzeichnung historischer Ereignisse sorgten. Aus der Chronik kann man ablesen, wann welche Herrscher den Thron bestiegen haben oder welche Kriege sich ereigneten. Manchmal findet man auch Informationen zum Tagesgeschehen wie den aktuellen Preisen für Reis und andere Lebensmittel des täglichen Bedarfs. Auch Ereignisse aus der Natur wie Sonnenfinsternisse und Erdbeben wurden in der Chronik vermerkt.
Durch die Zerstörung der Hauptstadt Ayutthaya durch die Birmanen im Jahr 1767 wurde ein Großteil der historischen Annalen vernichtet. Heute sind nur wenige Versionen bekannt, die sich fast alle in der Nationalbibliothek in Bangkok befinden. Die Versionen werden üblicherweise nach ihren Entdeckern oder denjenigen Personen, die sie der Nationalbibliothek präsentierten, benannt.
Eine weitere Version befindet sich im Britischen Museum in London und wurde 2005 veröffentlicht. Sie enthält ein Vorwort von David K. Wyatt zu den Chroniken von Ayutthaya sowie ein Faksimile des Textes in thailändischer Schrift.

## Versionen

### Von Prinz Damrong beschriebene Versionen
Prinz Damrong beschreibt in einem Artikel des Journals der Siam Society, der teilweise auf einem Briefwechsel zwischen ihm und dem König (wahrscheinlich König Chulalongkorn) beruhte, wie sich die zu seiner Zeit bekannte Geschichtsschreibung des Königreiches Siam darstellte. Dabei bestand die Chronik des Königreiches von Ayutthaya zunächst nur aus einer einzigen bekannten Version, die auf dem Werk von Krom Somdet Phra Paramanuchit (Prinz Wasukri) beruhte. Prinz Paramanuchit, ein Sohn von König Phra Phutthayotfa Chulalok (Rama I.), war von 1851 bis zu seinem Tode 1853 der Oberste Mönchspatriarch Thailands. Seine Ausgabe der Chronik von Ayutthaya wurde in der Nationalbibliothek aufbewahrt und bestand aus zwei Teilen. Der erste Teil wurde „Mahayuddhakar“ genannt, der andere „Chulayuddakar“.
Die erste Druckversion der Chronik von Prinz Paramanuchit wurde im Jahr 1863 von Dr. Bradley in Bangkok in zwei Teilen hergestellt.
Als König Chulalongkorn (Rama V.) im Jahr 1905 die Einrichtung einer Nationalbibliothek anordnete und dann etwas später die „Royal Research Society“ gegründet wurde, fanden sich nach und nach mehrere historische Dokumente, die heute in der Bibliothek aufbewahrt werden.
Gemäß Prinz Damrong gab es seinerzeit insgesamt sechs bekannte Versionen der Königlichen Chroniken:
1. Version von Luang Prasoet (พระราชพงสาวดารกรุงเก่า, ฉบับหลวงประเสริฐอักษรนิติ์ [3][4]) – sie wurde von Luang Prasoet Aksonit (später Phra Pariyati Dharmadhata) in einem privaten Haus gefunden und am 19. Januar 1907 der Nationalbibliothek übergeben. Sie wurde wahrscheinlich im Auftrag von König Narai im Jahr 1042 C.S. (A.D. 1680) erstellt. Das Exemplar in der Nationalbibliothek wurde mit gelber Tinte auf schwarzem Papier in der traditionellen Art eines „Ziehharmonika-Buches“ geschrieben. Wissenschaftler stellten fest, dass es anhand der Schrift gegen Ende des Ayutthaya-Reiches oder zu Anfang der Rattanakosin-Periode geschrieben sein muss.[5]
2. Die „Version aus dem Jahr 1145 C.S.“ (A.D. 1783) – das Original wurde zu Beginn der Thonburi-Aera geschrieben, daher ist es auch als „Thonburi-Fragment“ bekannt. Es kann nicht mehr festgestellt werden, aus wie vielen Bänden es ursprünglich bestand.
3. Die „Version aus dem Jahr 1157 C.S.“ (A.D. 1795) – König Phutthayotfa Chulalok Maharat (Rama I.) hatte diese Version in Auftrag gegeben. Es existieren heute drei Kopien dieses Fragments. In einer Kopie ist vermerkt, dass seine Majestät einige kleine Ergänzungen gemacht hat. Diese Version wird auch „Phan Canthanumat“ genannt, sie beginnt bei der Gründung Ayutthayas, aber auch hier ist ungewiss, wie weit die Beschreibungen gehen.
4. Die „Phetchaburi-Version“, auch „Phra Cakkraphatdiphong“ genannt – sie wurde in Phetchaburi gefunden und auf Palmblättern geschrieben. Dies scheint eine gekürzte Version zu sein, die von Somdet Phra Paramanuchit im Auftrag von König Phra Nang Klao (Rama III.) arrangiert wurde. Dr. Bradley erhielt diese Kurzversion zusammen mit einer ausführlichen Version, die er dann druckte.
5. Die „Version von König Mongkut“ (Rama IV.) wurde von König Mongkut in Auftrag gegeben. Später fand sich eine identische „Version von Prinz Mahisra“. Beide bestanden ursprünglich aus 42 Büchern, allerdings besteht die Version von König Mongkut in der Nationalbibliothek nur aus 22 Büchern. Sie basieren wahrscheinlich auf der Version von Prinz Paramanuchit, zu der der König kleine Anpassungen und Anmerkungen vornahm.
6. Die „Version von 1136 C.S.“ (A.D. 1774) ist in der Version der Nationalbibliothek nur in einem einzigen Buch vorhanden. Es lässt sich nicht mehr feststellen, wann die Geschichtsschreibung begann, wann sie endete und aus wie vielen Büchern sie ursprünglich bestand.

### Gegenwärtiger Stand
Man kennt heute 18 Versionen der Chroniken, von denen aber nur sechs vollständig sind und zwei Versionen identische Abschriften darstellen:
1. Fragment aus dem 15. Jahrhundert, deckt die Jahre 1438 bis 1444 ab
2. Van Vliet's Chronik (1640) – übersetzt und zusammengestellt von einem holländischen Kaufmann, die ursprünglichen Manuskripte in thailändischer Sprache sind verschwunden.
3. Luang Prasoet Version (1680)[7]
4. CS 1136 Version (1774)
5. Nok Kaeo Version (1782)
6. CS 1145 Version (1783)
7. Sanggitiyavamsa – Pali Chronik zusammengestellt von Phra Phonnarat, behandelt die allgemeine Geschichte des Buddhismus in Siam[8].
8. CS 1157 Version von Phan Chanthanumat (1795)
9. Thonburi Chronik (1795)
10. Somdet Phra Phonnarat Version (1795) – identisch zur Bradley-Version, s. u.
11. Culayuddhakaravamsa Vol.2 – Pali Chronik
12. Phra Chakraphatdiphong (Chat) Version (1808)
13. Version des Britischen Museums (1807)
14. Wat Ban Thalu Version (1812)
15. Culayuddhakaravamsa Sermon (1820) – Pali Chronik
16. Bradleys Version oder zweibändige Version (1864) – früher Krom Phra Paramanuchit Chinorot Versiongenannt, Bd. 1–3[9], auch in zweibändiger Fassung[10]
17. Gekürzte Fassung von Pramanuchit (1850)
18. Royal Autograph Version (1855)

Richard D. Cushman, ein amerikanischer Wissenschaftler, übersetzte in den 1970er und 1980er Jahren alle bis dato bekannten Chroniken in die englische Sprache. Er entdeckte die oben angegebene Version des Britischen Museums von 1807.

## Sonstiges
Weitere wertvolle Hinweise zur Geschichte des Königreichs Ayutthaya bieten die Reisebeschreibungen europäischer Seefahrer und Diplomaten, die Siam etwa ab dem 16. Jahrhundert besuchten. Besonders detailliert sind dabei die vier Bücher, die der holländische Kaufmann Jeremias Van Vliet zwischen 1636 und 1640 schrieb. Der holländische Text wurde im 17. Jahrhundert ins Französische übersetzt, diese Version wiederum 1904 von W.H. Mundie ins Englische. Im Jahr 2005 übersetzte Alfons van der Kraan die originalen Texte erneut ins Englische. Eine kommentierte Ausgabe aller vier Bücher erschien 2005 als „Van Vliet's Siam“.